# Mărășești (okręg Vaslui)
Mărășești – wieś w Rumunii, w okręgu Vaslui, w gminie Voinești. W 2011 roku liczyła 221 mieszkańców.